# Liste der Autobahnen in Malaysia
Diese Liste Autobahnen in Malaysia stellt einen Überblick über die Autobahnen in Malaysia dar. Das malaiische Autobahnnetz (Malaiisch: Sistem Lebuhraya Malaysia), das mit dem North-South Expressway (NSE) beginnt, befindet sich derzeit im Wesentlichen in Entwicklung. Es wurde von privaten Unternehmen unter der Aufsicht der für Autobahnen zuständige Regierungsbehörde Lembaga Lebuhraya Malaysia (LLM) gebaut.
Die Autobahnnetz von Malaysia gilt als das beste in Südostasien und auch in Asien nach Japan und China. Es besteht aus 30 Autobahnen und hat insgesamt eine Gesamtlänge von 1.630 Kilometer. Weitere 219,3 Autobahnkilometer ist noch im Aufbau. Das geschlossene Netz von Mautautobahnen ähnelt den japanischen und chinesischen Autobahnnetzen. Bei allen Autobahnen kommt das als „Build Operate Transfer (BOT)“ bezeichnete Betreibermodell zum Einsatz.
Malaiische Autobahnen gibt es sowohl in West-Malaysia als auch in Ost-Malaysia, jedoch ist das Netz in der erstgenannten Region dichter. Der North-South Expressway führt durch alle großen Städte und Ballungsräume in West-Malaysia, wie Penang, Ipoh, der Klang Valley und Johor Bahru. Der Pan Borneo Highway verbindet die malaysischen Bundesstaaten Sabah und Sarawak mit Brunei.

## Liste derAutobahneninMalaysia

### Autoschnellstraßen (Lebuhraya)
| Kurz Bezeichnung | Name                                                                                           | Verlauf | Länge     | Ausbauzustand                           |
| ---------------- | ---------------------------------------------------------------------------------------------- | --- | --------- | --------------------------------------- |
|                  | Lebuhraya Utara Selatan, Jajaran Utara / North South Expressway, Northern Route                | Bukit Lanjan (E1) – Sungai Buloh (FT54) – Rawang (E35) – Ipoh (E19) – Taiping (E28) – Batu Kawan (E22) – Butterworth (E36, E15, E17) – Sungai Petani – Alor Setar – Changlun (FT81) – Bukit Kayu Hitam, Grenze Thailand | 456 km    | Fertig                                  |
|                  | Lebuhraya Baru Lembah Klang / New Klang Valley Expressway                                      | Bukit Raja (FT20) – Setia Alam – Shah Alam (E6/E35) – Damansara (E23) – Bukit Lanjan (E1) – Jalan Duta (E33, E23) | 35 km     | Fertig                                  |
|                  | Lebuhraya Utara Selatan, Jajaran Selatan / North South Expressway, Southern Route              | Sungai Besi (E37) – UPM (E9/E18) – Kajang (E18) – Nilai (E6, N20) – Seremban (FT195, E29) – Ayer Keroh (FT143) – Tangkak (E13) – Kulai (FT399) – Senai (E3) – Skudai (FT1) – Johor Bahru (E14/FT3)                      | 315 km    | Fertig                                  |
|                  | Lebuhraya Hubungan Kedua Malaysia-Singapura / Malaysia-Singapore Second Link Expressway        | - Senai Link: Senai Airport (FT1) – Senai IC (E2) - Main Link: Senai IC (E2) – Pulai (E3) – Port of Tanjung Pelepas (FT177) – Pendas, Grenze Singapur - Pontian Link: Pulai (E3) – Johor Bahru                          | 44 km     | Fertig                                  |
|                  | Lebuhraya Shah Alam / Shah Alam Expressway                                                     | Pandamaran (FT181) – Kebun (E28) – Kemuning (E4) – Seafield (E6) – Shah Alam – Subang Jaya (FT15) – Sunway (E11) – Bukit Jalil (E20) – Sri Petaling (E2/FT28)                                                           | 35 km     | Fertig                                  |
|                  | Lebuhraya Utara Selatan Hubungan Tengah (ELITE) / North South Expressway, Central Link         | - Main Link: Shah Alam (E1) – Seafield (E5) – USJ (E11/FT3214) – Saujana Putra (E26) – Putrajaya (E6) – KLIA (FT26) – Salak Tinggi (FT29) – Nilai (E2) - Putrajaya Link: Putrajaya IC (E6, E20) – Putrajaya (FT29)      | 60 km     | Fertig                                  |
|                  | Lebuhraya Cheras-Kajang / Cheras-Kajang Expressway                                             | Taman Connaught (FT1/E37) – Balakong – Sungai Balak (E18) – Kajang | 12 km     | Fertig                                  |
|                  | Lebuhraya Karak / Kuala Lumpur – Karak Expressway                                              | Kuala Lumpur (FT28) – Genting Sempah – Karak (E8) | 60 km     | Fertig                                  |
|                  | Lebuhraya Pantai Timur / East Coast Expressway                                                 | - Karak (E8) – Maran – Gambang (FT222, E8) – Kuantan – Jabur – Kuala Terengganu – Kota Bharu - East Coast of Johor: Gambang (E8) – Johor Bahru                                                                          | 350 km    | 1 Abschnitt Fertig / 2 Abschnitt in Bau |
|                  | Lebuhraya Sungai Besi / Sungai Besi Expressway                                                 | Kuala Lumpur (E37) – Salak (E37) – Mines (E18) – Universiti Putra Malaysia (E2/E18) | 16 km     | Fertig                                  |
|                  | Lebuhraya Baru Pantai / New Pantai Expressway                                                  | - Main Link: Subang Jaya (FT15) – Bandar Sunway (E11) – Seri Setia (FT2) – Pantai Dalam (E10) – Mid Valley City (FT2) – Bangsar - Salak Link: Pantai Dalam (E10) – Salak (E20/E37)                                      | 20 km     | Fertig                                  |
|                  | Lebuhraya Damansara-Puchong / Damansara-Puchong Expressway                                     | - Main Link: Sri Damansara (FT28/FT54) – Penchala (E23) – Damansara Utama (E23) – Bandar Sunway (FT2, E11) – Sunway (E5) – Puchong (FT217, E11) – Serdang (FT29) - Puchong Barat Link: Puchong (E11) – USJ (E6)         | 40 km     | Fertig                                  |
|                  | Lebuhraya Bertingkat Ampang – Kuala Lumpur / Ampang Kuala Lumpur Elevated Expressway           | Kuala Lumpur (KLIRR, KLMRR1) – Ampang (FT28) | 8 km      | Fertig                                  |
|                  | Lebuhraya Kemuning-Shah Alam / Kemuning-Shah Alam Expressway                                   | Shah Alam (FT2) – Kemuning (E5) | 15 km     | Fertig                                  |
|                  | Lebuhraya Penyuraian Timur Johor Bahru / Johor Bahru Eastern Dispersal Link Expressway         | Pandan (E2/FT3) – CIQ (FT188) | 8 km      | Fertig                                  |
|                  | Lebuhraya Butterworth-Kulim / Butterworth-Kulim Expressway                                     | Butterworth (E17, E1) – Kulim | 17 km     | Fertig                                  |
|                  | Lebuhraya Lingkaran Luar Butterworth / Butterworth Outer Ring Road                             | Butterworth Outer Ring Road: Sungai Dua (E1) – Butterworth (E15) – Perai (E1) | 14 km     | Fertig                                  |
|                  | Lebuhraya Lingkaran Penyuraian Trafik Kajang / Kajang Dispersal Link Expressway                | - Main Link: Mines (E9) – Balakong – Kajang (E21) – Sungai Ramal (E18) – Universiti Tenaga Nasional (E26) – Universiti Putra Malaysia (E2/E9) - Cheras Link: Sungai Ramal (E18) – Sungai Balak (E7)                     | 37 km     | Fertig                                  |
|                  | Lebuhraya Ipoh-Lumut / Ipoh–Lumut Expressway                                                   | Ipoh (E1) – Lumut (E28) | ca. 25 km | 1 Abschnitt Fertig                      |
|                  | Lebuhraya Maju / Maju Expressway                                                               | Kuala Lumpur (KLMRR1) – Salak (E37/E20) – Bukit Jalil (E5) – Seri Kembangan – Putrajaya (E6) – Cyberjaya – KL International Airport (FT26)                                                                              | 42 km     | Fertig                                  |
|                  | Lebuhraya Kajang-Seremban / Kajang-Seremban Expressway                                         | Kajang – Semenyih – Ampangan – Seremban | 44 km     | Fertig                                  |
|                  | Lebuhraya Senai-Desaru / Senai-Desaru Expressway                                               | - Main Link: Senai Airport (E3) – Ulu Tiram (FT3) – Cahaya Baru (E22) – Sungai Johor Bridge – Penawar - Pasir Gudang Link: Cahaya Baru (E22) – Pasir Gudang                                                             | 77 km     | Fertig                                  |
|                  | Lebuhraya Penyuraian Trafik KL Barat / Western KL Traffic Dispersal Scheme – Sprint Expressway | - Kerinchi Link: Mont Kiara (E1, E23) – Bukit Kiara (E23) – Kerinchi (FT2) - Damansara Link: Damansara (E1, E11) – Bukit Kiara (E23) – Jalan Duta - Penchala Link: Penchala (E11) – Mont Kiara (E23)                    | 26 km     | Fertig                                  |
|                  | Jambatan Tun Salahuddin / Tun Salahuddin Bridge                                                | Petra Jaya – Tanah Puteh | 4 km      | Fertig                                  |
|                  | Lebuhraya Assam Jawa-Taman Rimba Templer / Asam Jawa-Templer Park Expressway                   | Assam Jawa (E28) – Kuang (E35) – Templer Park (KLORR) | 32 km     | Fertig                                  |
|                  | Lebuhraya Selatan Lembah Klang / South Klang Valley Expressway                                 | Universiti Tenaga Nasional (E18) – Putrajaya – Serdang (FT29) – Saujana Putra (E6) – Teluk Panglima Garang (E28) – Pulau Indah (FT181)                                                                                  | 51 km     | Fertig                                  |
|                  | Jambatan Kedua Pulau Pinang / Penang Second Bridge (Sultan Abdul Halim Muadzam Shah Bridge)    | - Batu Kawan-Bridge Link: Batu Kawan (E1) – Penang Second Bridge – Batu Maung (E22) - Batu Maung Link: Bayan Lepas (FT3113) – Batu Maung (E33) – Permatang Laut                                                         | 24 km     | Fertig                                  |
|                  | Lebuhraya Seremban – Port Dickson                                                              | Seremban (E2) – Port Dickson | 23 km     | Fertig                                  |
|                  | Lebuhraya Pintasan Selat Klang Utara Baru / New North Klang Straits Bypass                     | Bukit Raja (FT20) – Pelabuhan Klang (FT20) | 18 km     | Fertig                                  |
|                  | Lebuhraya Pantai Barat / West Coast Expressway                                                 | Taiping (E1) – Lumut (E19) – Sabak – Assam Jawa (E25) – Klang – Kebun (E5) – Teluk Panglima Garang (E26) – Banting | 0 km      | in Planung                              |
|                  | Lebuhraya Duta-Ulu Klang / Duta-Ulu Klang Expressway                                           | - Duta-Ulu Klang Link: Jalan Duta (E1) – Segambut (FH1) – Sentul Pasar (E33) – Semarak – Ulu Klang (FT28) - Greenwood-Sentul Pasar Link: Sentul Pasar (E33) – Greenwood (FT28)                                          | 18 km     | Fertig                                  |
|                  | Lebuhraya Koridor Guthrie / Guthrie Corridor Expressway                                        | Rawang (E1) – Kuang (E25) – Sungai Buloh – Shah Alam (E1) | 25 km     | Fertig                                  |
|                  | Jambatan Pulau Pinang / Penang Bridge                                                          | Perai (E1) – Penang Bridge – Gelugor (FT3113) | 14 km     | Fertig                                  |
|                  | Lebuhraya Salak, Hubungan Timur-Barat / Salak Expressway, East-West Link                       | Seputeh (FT2) – Salak (E37, E20, E9) – Taman Connaught (FT1/E7) | 13 km     | Fertig                                  |
|                  | Lebuhraya Kuala Lumpur-Seremban                                                                | Kuala Lumpur (KLMRR1, E9, E38) – Salak (E37, E10/E20) – Sungai Besi (FT217, E2) | 8 km      | Fertig                                  |
|                  | Terowong SMART / Stormwater Management and Road Tunnel (SMART)                                 | - Main Tunnel: Salak (E37) – Tunnel – Kuala Lumpur (KLMRR1) - Sultan Ismail Link Tunnel: Tunnel – Kuala Lumpur (KLIRR)                                                                                                  | 4 km      | Fertig                                  |

### Bundesstraßen(Laluan Persekutuan)
| Kurz      | Name                                    | Verlauf | Länge |
| --------- | --------------------------------------- | --- | ----- |
| 1         | Johor–Singapore Causeway                | Johor Bahru, Malaysia – Woodlands, Singapur                                                                                          |       |
| 1         | Kuala Lumpur-Rawang Highway             | Rawang, Selangor – Kuala Lumpur |       |
| 1         | Cheras Highway                          | Kuala Lumpur – Cheras |       |
| 1         | Skudai Highway                          | Senai – Skudai – Tampoi – Johor Bahru                                                                                                |       |
| 2         | Persiaran Raja Muda Musa                | Port Klang – Klang |       |
| 2         | Federal Highway (Lebuhraya Persekutuan) | Klang – Shah Alam – Petaling Jaya – Mid Valley Megamall, Kuala Lumpur                                                                |       |
| 2         | Jalan Syed Putra                        | Mid Valley Megamall – Brickfields – Istana Negara, Kuala Lumpur                                                                      |       |
| 3 (AH 18) | Johor Bahru-Kota Tinggi Highway         | Kota Tinggi – Ulu Tiram – Johor Bahru                                                                                                |       |
| 4         | East-West Highway                       | Gerik, Perak – Jeli, Kelantan |       |
| 15        | Subang Airport-Kewajipan Highway        | Subang – Flughafen Kuala Lumpur-Sultan Abdul Aziz Shah – Subang Jaya – UEP Subang Jaya                                               |       |
| 16        | Senai Airport Highway                   | Senai – Flughafen Johor Bahru |       |
| 17        | Pasir Gudang Highway                    | Tampoi Nord – Pasir Gudang – Tanjung Langsat                                                                                         |       |
| 20        | North Klang Straits Bypass              | Northport, Port Klang – Bukit Raja – Sungai Rasau                                                                                    |       |
| 26        | KLIA Expressway                         | North-South Expressway Central Link – Flughafen Kuala Lumpur (KLIA)                                                                  |       |
| 27        | KLIA Outer Ring Road                    | KLIA Expressway – Sepang – Sepang International Circuit – Low Cost Carrier Terminal (LCCT)                                           |       |
| 28        | Kuala Lumpur Middle Ring Road 2         | Sri Damansara – Kepong – Selayang – Batu Caves – Gombak – Ulu Klang – Ampang – Pandan – Cheras – Bandar Tasik Selatan – Sri Petaling |       |
| 29        | Putrajaya-Cyberjaya Expressway          | Damansara-Puchong Expressway – Putrajaya-Cyberjaya – Dengkil – Flughafen Kuala Lumpur (KLIA)                                         |       |
| 30        | Putrajaya Ring Road                     | Persiaran Timur – Persiaran Selatan                                                                                                  |       |
| 103       | Northport Highway                       | Northport – Port Klang |       |
| 166       | LISRAM Highway                          | Langkawi, Kedah |       |
| 177       | Port of Tanjung Pelepas Highway         | Second Link Expressway – Tanjung Pelepas                                                                                             |       |
| 180       | North-South Port Link                   | Northport Highway – Port Klang – Teluk Gedung                                                                                        |       |
| 181       | Pulau Indah Expressway                  | West Port – Pulau Indah – Shah Alam Expressway                                                                                       |       |
| 188       | Johor Bahru Inner Ring Road             | Jalan Skudai – Stulang |       |
| 217       | Bukit Jalil Highway                     | Puchong – Bukit Jalil – Sungai Besi                                                                                                  |       |